# Римски статут на Международния наказателен съд от 17 юли 1998 година
Римският статут на Международния наказателен съд е договорът, който създава Международния наказателен съд (МНС). Той е приет на дипломатическа конференция в Рим, Италия на 17 юли 1998 г. и влиза в сила на 1 юли 2002 г. Към ноември 2019 г. 123 държави са страни по статута. Освен всичко друго, той установява функцията, юрисдикцията и структурата на съда.
Римският статут установява четири основни международни престъпления: геноцид, престъпления срещу човечеството, военни престъпления и престъплението агресия. Тези престъпления „не подлежат на давност“. Съгласно Римския статут МНС може да разследва и преследва четирите основни международни престъпления само в ситуации, в които държавите са „неспособни““ или „не желаят“ да направят това сами; юрисдикцията на съда допълва юрисдикциите на местните съдилища. Съдът има юрисдикция по отношение на престъпления само ако са извършени на територията на страна членка или ако са извършени от гражданин на страна членка; изключение от това правило е, че МНС може също да има юрисдикция над престъпления, ако неговата юрисдикция е разрешена от Съвета за сигурност на ООН.

## Предназначение
Римският статут установява четири основни международни престъпления: (I) геноцид, (II) престъпления срещу човечеството, (III) военни престъпления и (IV) престъпление на агресия. След години на преговори, насочени към създаване на постоянен международен трибунал за преследване на лица, обвинени в геноцид и други сериозни международни престъпления, като престъпления срещу човечеството, военни престъпления и престъпления на агресия, Общото събрание на ООН свика петседмична дипломатическа конференция в Рим през юни 1998 г. „за финализиране и приемане на конвенция за създаване на международен наказателен съд“.